# Mirosław Zbrojewicz

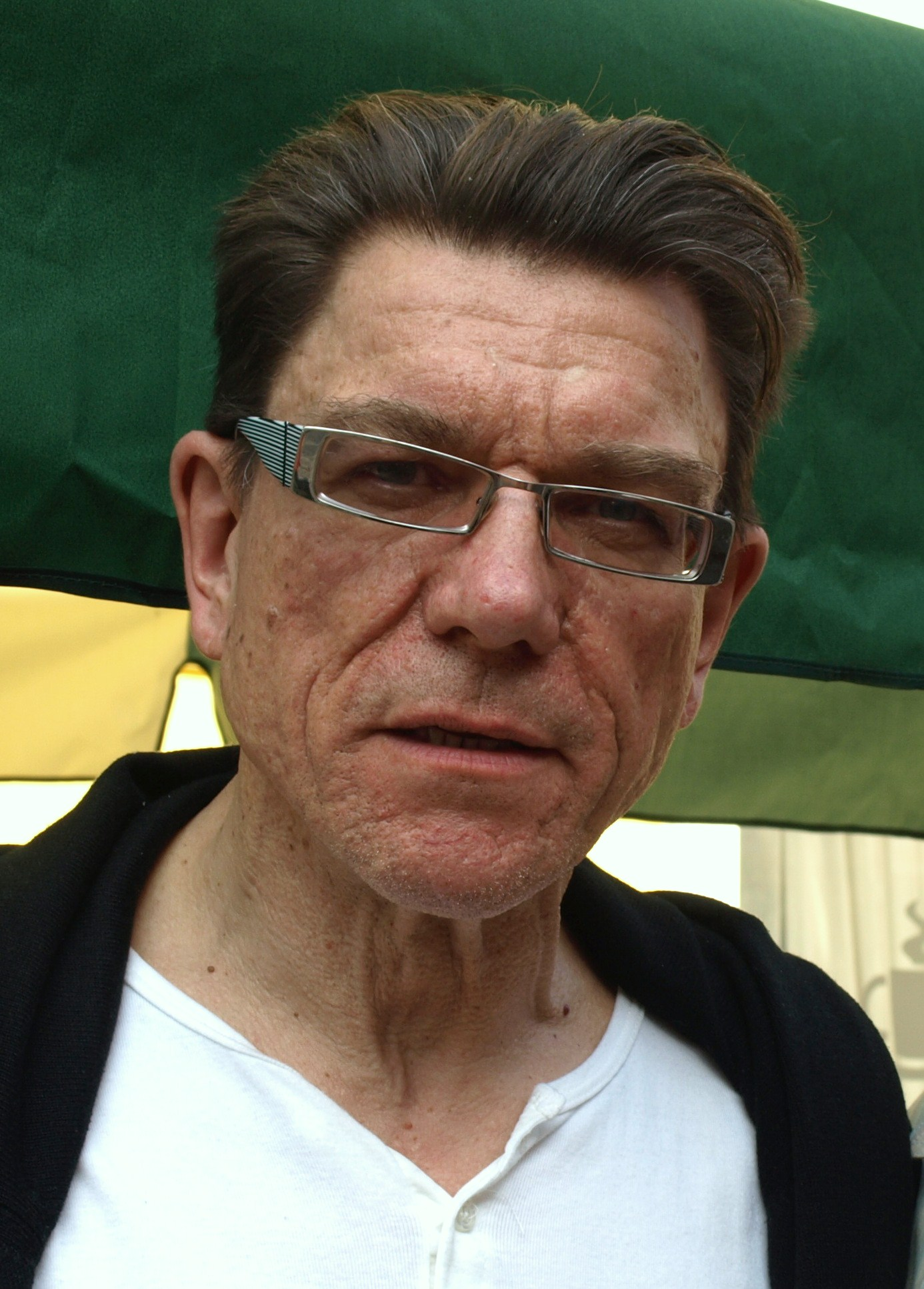
Mirosław Zbrojewicz (2011)

Mirosław Zbrojewicz (sinh ngày 25 tháng 2 năm 1957) là một diễn viên người Ba Lan.

## Thành tích nghệ thuật
- 2018: My Secret Terrius (내 뒤에 테리우스) trong vai Điệp viên
- 2013: Spies of Warsaw (TV Series) trong vai Marek
- 2011: Kac Wawa trong vai "Kaban"
- 2010: Tajemnica Westerplatte trong vai Jan Gryczman
- 2009: Komisarz Blond i wszystko jasne trong vai Tướng Mỹ
- 2009: Mniejsze zło trong vai Esbek
- 2009: Un paso adelante trong vai Cha của Piotr
- 2009: M jak miłość trong vai Siwy
- 2008: Lekcje pana Kuki trong vai Arnold
- 2008: Latający Cyprian trong vai Chủ nhà trọ
- 2007: Den Sorte Madonna trong vai Kuntz
- 2007: Fałszerze – powrót Sfory trong vai Walas
- 2006: Dublerzy trong vai "Wiesiek"
- 2006: Summer love trong vai Đấu sĩ quyền anh
- 2006: Palimpsest trong vai Bury
- 2006: Pętla
- 2005: Rozdroże Café trong vai Gerard
- 2004: Serce gór  trong vai Gabin
- 2004: Out of Reach
- 2004: Alarm für Cobra 11 – Die Autobahnpolizei, trong tập Friends in Need, trong vai Người buôn vũ khí người Nga[1]
- 2003: Warszawa
- 2003: The Foreigner trong vai Mặt Sẹo
- 2002: D.I.L. trong vai Zubiec
- 2002: To tu, to tam trong vai Pan Marian
- 2002: E=mc² trong vai "Śledź"
- 2002: Sfora trong vai Thanh tra Walas
- 2002: As
- 2002: Rób swoje, ryzyko jest twoje trong vai Mielona
- 2002: Całkiem spora apokalipsa
- 2001: Wiedźmin trong vai Sorel
- 2001: Requiem
- 2000: Chłopaki nie płaczą trong vai Grucha
- 2000: Pierwszy milion  trong vai "Morda"
- 2000: Rancid Aluminium
- 2000: To my trong vai Cảnh sát
- 2000: Cud purymowy trong vai Waldek
- 1999: Jakub kłamca trong vai Sĩ quan SS
- 1999: Pan Tadeusz trong vai Nhân viên của Moskala
- 1999: Ostatnia misja trong vai "Sztych"
- 1998: Amok trong vai Tên cướp
- 1998: Małżowina trong vai Cảnh sát
- 1998: Ognisty jeździec
- 1997: Kiler trong vai Điệp viên UOP
- 1997: Krok  trong vai Vị tướng
- 1997: Our God's Brother [pl] trong vai Người ăn xin
- 1997: Polowanie  trong vai Bảo vệ
- 1996: Wirus trong vai Điệp viên UOP
- 1995: Gracze trong vai Misza
- 1995: Milles, Les trong vai Tù nhân
- 1995: Prowokator
- 1995: Pułkownik Kwiatkowski trong vai Bảo vệ
- 1995: Tato trong vai Goryl
- 1995: Ekstradycja
- 1994: Psy II: Ostatnia krew
- 1994: Oczy niebieskie trong vai Bảo vệ sân bay
- 1994: Szczur
- 1994: Ptaszka
- 1994: Miasto prywatne trong vai "Kaczor"
- 1994: Detektyw i śmierć (Detective y la muerte, El)
- 1993: Łowca. Ostatnie starcie
- 1993: Kraj Świata
- 1992: Białe małżeństwo
- 1992: Enak
- 1992: Pierścionek z orłem w koronie
- 1992: Sprawa kobiet (Violeur Impuni, Le) trong vai Bảo vệ của Sylvie
- 1991: Cynga trong vai Bác sĩ
- 1991: Dziecko szczęścia
- 1991: Głos
- 1991: Panny i wdowy
- 1990: Zima w Lizbonie (Invierno en Lisboa, El)
- 1989: Ostatni dzwonek